# Karl-Johan Dyvik
Karl-Johan Dyvik (* 10. Oktober 1993) ist ein ehemaliger schwedischer Skilangläufer.

## Werdegang
Dyvik, der für den IFK Mora SK startete, nahm von 2009 bis 2013 an Juniorenrennen teil. Im März 2011 und im März 2013 wurde er schwedischer Juniorenmeister im Sprint. Sein erstes Rennen im Scandinavian-Cup lief er im Januar 2012 in Åsarna, das er auf dem 54. Platz im Sprint beendete. Bei den Nordischen Junioren-Skiweltmeisterschaften 2013 in Liberec belegte er den 42. Platz über 10 km Freistil und den 31. Rang im Sprint. Seine besten Platzierungen bei der Winter-Universiade 2013 in Lago di Tesero waren der 22. Platz im Sprint und der zehnte Rang mit der Staffel. Sein Debüt im Weltcup hatte er im Februar 2016 in Stockholm, das er auf dem 68. Platz im Sprint beendete.  Bei den U23-Weltmeisterschaften 2016 in Râșnov gewann er die Silbermedaille im Sprint. Zudem errang er dort den 20. Platz über 15 km Freistil. Im selben Jahr wurde er zusammen mit Oskar Svensson schwedischer Meister im Teamsprint. Zu Beginn der Saison 2017/18 holte er in Davos mit dem 20. Platz im Sprint seine ersten Weltcuppunkte. Es folgten mit Platz 28 im Sprint in Dresden und Rang 19 im Sprint in Seefeld in Tirol weitere und letztmals Ergebnisse in den Punkterängen und zum Saisonende den 51. Platz im Sprintweltcup. Letztmals im Weltcup startete er im Januar 2019 in Otepää, wobei er den 48. Platz im Sprint errang.